# Rhinolophus marshalli
Rhinolophus marshalli är en fladdermusart som beskrevs av Kitti Thonglongya 1973. Den ingår i släktet Rhinolophus och familjen hästskonäsor. IUCN kategoriserar arten globalt som livskraftig. Inga underarter finns listade i Catalogue of Life.

## Beskrivning
Som alla hästskonäsor har arten flera hudflikar kring näsan. Flikarna brukas för att rikta de överljudstoner som används för ekolokalisation. Till skillnad från andra fladdermöss som använder sig av överljudsnavigering produceras nämligen tonerna hos hästskonäsorna genom näsan, och inte som annars via munnen. Hos denna art är den inre, hästskoformade delen av hudflikarna mycket bred. Öronen är mycket stora, med en längd på 2,5 till 3 cm. Själva kroppen är omkring 4 cm lång, med en svans på 1,5 till 2,5 cm, en underarmslängd på 4 till 5 cm och en vikt på 6 till 7,5 g. Ekolokalisationslätets frekvens har uppmätts till 40 till 41 kHz i Laos, 39 till 45 kHz i Kina.

## Utbredning
Arten förekommer med två från varandra skilda populationer i Sydostasien, en på södra Malackahalvön samt den andra i östra Myanmar, Laos, Vietnam, Thailand och sydvästra Kina, i Yunnanprovinsen, där den upptäcktes 2003.

## Ekologi
Fladdermusen finns i skogar från låglandet upp till kuperade områden 800 meter över havet. Rhinolophus marshalli har även anpassat sig till regionens kulturlandskap. Individerna söker daglega i kalkstensgrottor och i bergssprickor. Arten förefaller solitär; den har alltid upptäckts enstaka, aldrig i grupper.